# Norwest United
Der Norwest United Associated Football Club war ein neuseeländischer Fußballklub mit Sitz in Kumeu in der Region Auckland.

## Geschichte
Im Chatham Cup hält der die Männer-Mannschaft bis heute den zweifachen Rekord für die höchste Niederlage im Pokal. Hierbei sind jeweils zwei 0:21-Niederlagen gegen den Metro FC (3. Runde) und Central United (2. Runde) zu verzeichnen. Erstere Partie, war hier auch die beste Leistung der Mannschaft bei dem Pokalwettbewerb.
Die Frauen-Mannschaft erreichte im Kate Sheppard Cup und früher auch schon im Women’s Knockout Cup unter anderem in den Spielzeiten 2014, 2017 und 2018 jeweils ebenfalls als bestes Ergebnis die 3. Runde.
Im Jahr 2021 fusionierte der Klub mit dem Waitakere City FC und ging so in die West Coast Rangers auf.

## Bekannte Sportler
- Erin Nayler (* 1992), Torhüterin bei der neuseeländischen Olympiaauswahl bei den Spielen 2016